# Agrostis bryoides
Agrostis bryoides é uma espécie de gramínea do gênero Agrostis, pertencente à família Poaceae.